# Maria Bakalova
Maria Bakalova (Bulgaars: Мария Бакалова) (Boergas, 4 juni 1996) is een Bulgaars actrice.
Op jonge leeftijd begon Bakalova met zingen, en vervolgens met muziekles.
Ze speelt een hoofdrol in de Bulgaarse film Transgression, die in 2018 is uitgekomen.
In 2020 krijgt Bakalova bekendheid voor haar rol als Tutar Sagdiyev, de dochter van Borat Sagdiyev, in de film Borat Subsequent Moviefilm. Bakalova wordt voor de film gecast in een langdurige en geheimgehouden auditie nadat ze een video van zichzelf had opgestuurd. Oorspronkelijk stond Bakalova onder de naam Irina Nowak op de setlist.
Bakalova sprak de stem in van Cosmo the Space Dog voor The Guardians of the Galaxy Holiday Special (2022) en Guardians of the Galaxy Vol. 3 (2023), binnen het Marvel Cinematic Universe.

## Filmografie
- Gomorrha (2017)
- Xlla (2017)
- Transgression (2018)
- The Father (2019)
- Borat Subsequent Moviefilm (2020)
- Bodies Bodies Bodies (2022)
- The Guardians of the Galaxy Holiday Special (2022, stem)
- Guardians of the Galaxy Vol. 3 (2023, stem)
- The Apprentice (2024)
- Creature Commandos (2024-2025, stem)

## Prijzen
- AltFF, best actress, 2018[6]
- New York FIlm Critics Circle, Best Supporting Actress, 2020[7]

- Bibliothèque nationale de France: cb18072943z (data)
- International Standard Name Identifier: 0000 0005 1098 2463
- Library of Congress Control Number: no2022124660
- Virtual International Authority File: 3504166656955622710000